# Jeevitham
Pour plus de détails, voir Fiche technique et Distribution.
Jeevitham, littéralement en français : Vie, est un film d'orientation sociale (en) du cinéma indien, en télougou, de 1950, produit par M. V. Raman et réalisé par A. V. Meiyappan (en). Il met en vedette Vyjayanthimala, pour ses débuts au cinéma télougou, avec S. Varalakshmi, T. R. Ramachandran (en) et C. H. Narayana Rao (en) qui forment la distribution d'ensemble avec de nombreux acteurs apparaissant dans d'autres rôles importants. Les actrices Lalitha et Padmini font des apparitions en tant que danseuses de scène.
Le film est un remake du film tamoul, de 1949 Vazhkai, également produit et réalisé par A.V. Meiyappan, avec Vyjayanthimala dans le rôle principal. À la suite du succès de Vazhkai et Jeevitham, il est ensuite refait, un an plus tard, en langue hindi, sous le titre Bahar (1951). Vyjayanthimala y joue le rôle principal. Elle est la seule star à reprendre son rôle dans les trois versions, où elle a fait ses débuts à l'écran et en région à travers ces films.

## Fiche technique
Sauf indication contraire, les informations mentionnées dans cette section peuvent être confirmées par la base de données cinématographiques IMDb,  présente dans la section « Liens externes ».
- Titre : Jeevitham
- Réalisation : M. V. Raman
- Scénario : K. Mugunthan - Toleti Venkata Reddy (dialogues)
- Production : AVM Productions (en)
- Langue : Télougou
- Genre : Film d'orientation sociale (en)
- Durée : 170 minutes (2 h 50)
- Date de sortie en salles :
  - Inde : 14 juillet 1950